# Повен, Шарль
Шарль Пове́н, также Потве́н (фр. Charles Potvin; писал также под псевдонимами Dom Jacobus, Dom Liber; 2 декабря 1818 — 2 марта 1902) — бельгийский писатель
, поэт, философ
, историк литературы.

## Биография
Образование получил в Лёвене, с 1863 года был профессором литературы в Брюсселе, с 1883 года — смотрителем музея Вирца там же; в политике примыкал к либеральной партии. В 1869 году основал либеральную газету Revue de Belgique. В своих произведениях отстаивал идеи бельгийского национализма и развития «национальной идеи», прославлял достижения Бельгии в различных областях. Был также известен как сторонник создания национального театра, но сам написал лишь три пьесы, которые не имели большого успеха. Его творческое наследие включает в себя художественные произведения, работы по истории и литературоведению.
Главные его работы: «Poésies et amours» (1838), «Poèmes historiques et romantiques» (1840), «1830. Chansons et poésies» (1847), «Poèmes politiques et élégiaques» (1849), «Le drame du peuple» (1850). «Le chansonnier belge» (1850), «Satires et poésies diverses» (1852), «Le poème du soleil» (1852), «La Mendiante» (1856), «Poésies» (1862), «L’art flamand» (1867), «L’Eglise et la morale» (Брюс. 1858, под псевд. Dom Jacobus), «Nos premiers siècles littéraires» (1870), «De la corruption littéraire en France» (1873), «Essais de littérature dramatique» (1880), «L’histoire des lettres en Belgique» (1882). По мнению авторов советской «Литературной энциклопедии», его художественные произведения полны риторического пафоса и не отличаются большими достоинствами.